# Louis Jurine
Louis Jurine est un médecin, chirurgien et naturaliste suisse, né à Genève, République de Genève, en 1751 et mort à Chougny, commune de Vandœuvres, près de Genève, en 1819.

## Biographie
Louis Jurine est le fils de Sébastien Jurine, tisserand, et d'Anne-Esther Favre. Il épouse en 1774 Louise-Pernette Bonnet.
Agrégé au collège des chirurgiens de Genève dès 1773, il complète sa formation à Paris et devient docteur en chirurgie en 1775. Admis à la bourgeoisie de Genève (1776), il ouvre ensuite une boutique de barbier chirurgien, puis devient l'un des trois chirurgiens de l'Hôpital général (1781). Il se découvre peu après une passion pour l'histoire naturelle à la lecture des ouvrages de Jean-André Deluc, en particulier ses Lettres physiques et morales sur l'Histoire de la Terre et de l'Homme (1779-1780). Il semble que la passion pour la botanique de son ami Henri-Albert Gosse ait également joué un rôle et Jurine se constitue bientôt un herbier de près de 1 300 espèces, indigènes pour la plupart.
Il mène ensuite une double carrière de praticien et de savant médecin et naturaliste. Comme chirurgien et médecin, il acquiert assez vite une clientèle réputée, de sorte qu'il vend sa boutique de barbier-chirurgien dès 1783 et démissionne de l'hôpital général en 1786. Il est bientôt appelé à soigner des cas graves en dehors de Genève et jusqu'à Berne. Il exerce d'ailleurs brièvement à Berne en 1797-1798. La Société des Arts l'appelle en 1787 à donner des cours d'anatomie aux élèves de l'École de dessin. Mais sa réputation augmente également grâce à un Mémoire eudiométrique sur les gaz du corps humain (1787) et à un Mémoire sur l'allaitement artificiel (1788), tous deux couronnés par la Société de médecine de Paris. D'autres mémoires importants, sur le croup (1812) et sur l'angine de poitrine (1813), seront également couronnés, l'un, en 1807, par un grand prix institué par Napoléon Ier, l'autre par une médaille d'or de la Société de médecine de Paris.
En tant que naturaliste, Jurine se signale d'abord comme collectionneur de minéraux, d'insectes et d'oiseaux, auteur de plusieurs inventaires d'espèces indigènes,, et comme spécialiste de la géologie du Mont-Blanc. En 1794, il  démontre le rôle de l'ouïe dans l'orientation des chauves-souris. Cette démonstration expérimentale se heurte cependant au scepticisme de beaucoup de ses collègues et son mémoire restera pour cette raison inédit. La validité de ce travail ne sera établie qu'en 1941 par Donald Griffin et Robert Galambos, après la découverte des ultra-sons.
Dès la fin des années 1790, Jurine s'appuie sur ses collections pour élaborer, avec l'aide de sa fille Christine, qui est aussi excellente dessinatrice, une classification alaire des Hyménoptères. Le premier volume est publié en 1807, tandis que les autres, consacrés aux micro-hyménoptères et aux Diptères, sont demeurés inédits.
Jurine est, à partir de 1791, l'un des membres les plus assidus de la Société de physique et d'histoire naturelle de Genève, et à partir de 1803 l'une des chevilles ouvrières de la Société des naturalistes genevois.
En 1802, Jurine est nommé professeur honoraire d'anatomie et de chirurgie à l'Académie de Genève et, en 1809, professeur de zoologie. Ces titres essentiellement honorifiques viennent surtout récompenser son dévouement pour la Société des Arts. Genève lui doit également la fondation de l'Hospice de la maternité (1807).
Jurine fut l'un des premiers à décrire, à partir de 1794, le zooplancton lacustre. Le résultat de ses observations sera publié, juste après sa mort, dans une Histoire des Monocles qui se trouvent aux environs de Genève (1820). Cette étude de mœurs se situe dans le prolongement des travaux de Charles Bonnet sur les insectes et d'Abraham Trembley sur les polypes d'eau douce. Jurine s'est aussi occupé d'inventorier les poissons du lac Léman (posthume, 1825).
Il eut comme élève Frédéric Soret, qui lui dédia une espèce minérale, la jurinite. Il s'avéra toutefois par la suite qu'il s'agissait d'une espèce déjà décrite, la brookite.
Son cabinet d'histoire naturelle était l'un des plus visités de Genève, avec celui des frères Deluc et celui de Horace-Bénédict de Saussure. Sa collection de minéraux, d'une richesse exceptionnelle, a été acquise par la Sorbonne. Elle est aujourd'hui dispersée. Une partie de sa collection d'insectes se trouve toujours conservée dans ses cadres d'origine au Muséum d'histoire naturelle de Genève.

## Iconographie

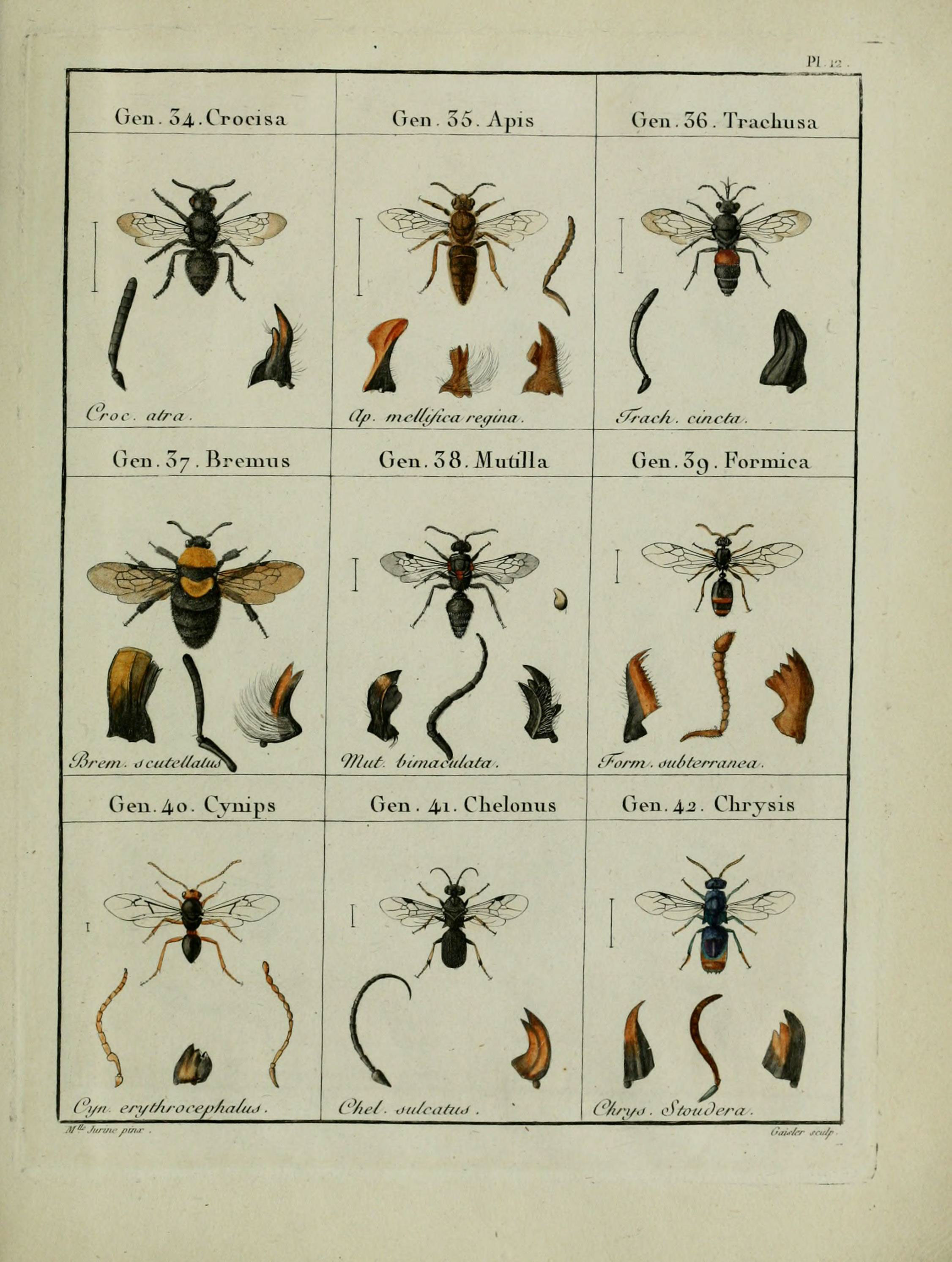
Planche de la Nouvelle méthode de classer les Hyménoptères et les Diptères (1807). Dessin de Christine Jurine.
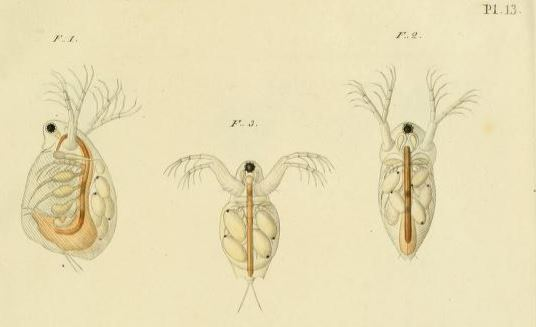
Détail de la planche 13 de l'Histoire des monocles (1820). Dessin de Christine Jurine. Gravure de Jean-Louis Anspach.

## Publications
- « Mémoire sur la question suivante : déterminer quels avantages la médecine peut retirer des découvertes modernes sur l'art de connaître la pureté de l'air par les différents eudiomètres », dans Histoire de la Société de Médecine, t. 10, 1789 [publ. 1797], pp. 19-99.
- « Lettre à M. Gillet-Laumont »[12], dans Annales des Mines, 19, 1806, p. 367-378. — Il faut, pense Jurine, une nouvelle nomenclature en géologie.
- Nouvelle méthode de classer les Hyménoptères et les Diptères. Hyménoptères, planches de Christine Jurine, Genève, J. J. Paschoud, 1807. — Tiré à 250 exemplaires.
- « Mémoire sur l'angine de poitrine », Paris, J.-J. Paschoud, 1815[13].
  - (de) Abhandlung über die Brustbräune, Hanovre, Hahn, 1816.
- « Mémoire sur le Xenos Vesparum », 1816.
- (de) Abhandlung über den Croup, mit einer Vorrede und Anmerkungen von J. A. Albers[14], Leipzig, Georg Joachim Göschen, 1816.
- « Observations sur les ailes des hyménoptères », dans Mem. Accad. Sci. Torino, 24 (1820), p. 177–214.
- Histoire des monocles, qui se trouvent aux environs de Genève, I-XVI, 1-260, 22 planches de Christine Jurine, Genève et Paris, J. J. Paschoud, 1820.
- « Mémoire sur quelques particularités de l'œil du thon (Scomber Thynnus Lin.) et d'autres poissons », dans Mémoires de la SPHN, t. 1/1, 1821, p. 1-18.
- « Histoire abrégée des poissons du lac Léman », dans Mémoires de la SPHN, t. 3/1, 1825, p. 133-235. — Avec planches.